# ألدياكيمادا
بلدية ألدياكيمادا (بالإسبانية: Aldeaquemada) هي بلدية تقع في مقاطعة خاين التابعة لمنطقة أندلوسيا جنوب إسبانيا.

## الديموغرافيا
بلغ عدد سكان بلدية ألدياكيمادا 560 نسمة عام 2011 (وفقاً للمعهد الوطني للإحصاء الإسباني).
| 622 | 627 | 567 | 545 | 571 | 545 | 560 |